# San Miguel (San Esteban de Gormaz)

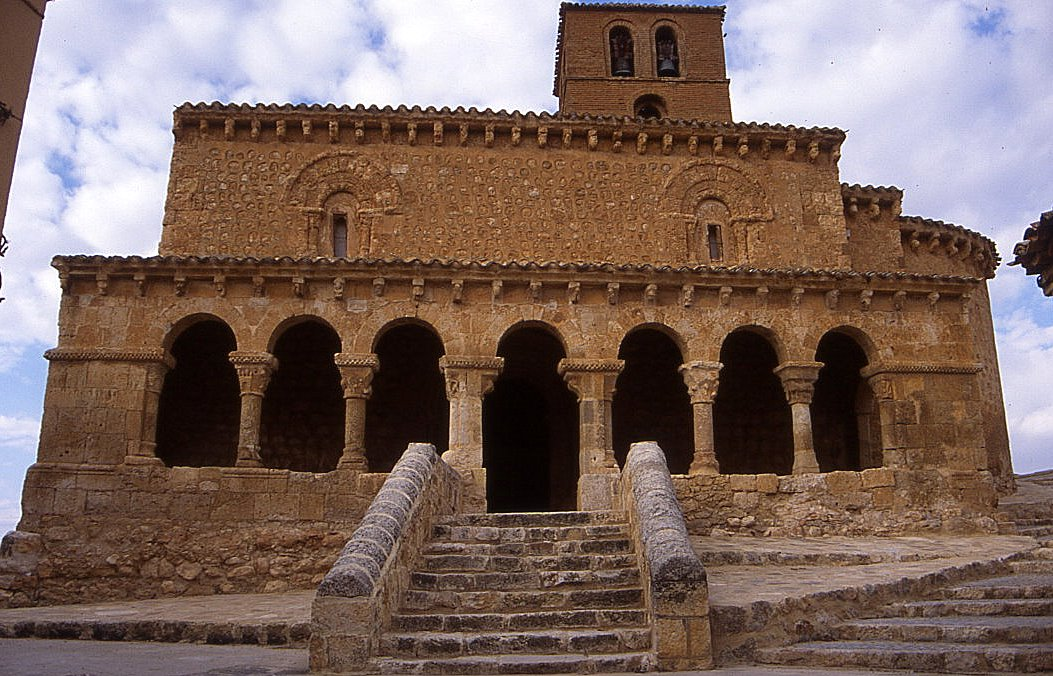
Iglesia San Miguel in San Esteban de Gormaz

Die Kirche San Miguel in der Ortschaft San Esteban de Gormaz in der Provinz Soria gehört – neben der Kirche San Salvador in Sepúlveda – zu den frühesten Bauten der Romanik in Kastilien, vor allem aber zu den frühesten Kirchen mit einer Portalvorhalle (portico oder galería porticada).

## Geschichte
Bereits die Römer errichteten in der Nähe ein Kastell; von den Westgoten fehlen archäologisch verwertbare Spuren. Das Vordringen des Islam führte zur Entvölkerung weiter Gebiete zwischen den Flüssen Duero im Norden und Tajo im Süden, die erst nach der Rückeroberung (reconquista) durch bevölkerungspolitische Anstrengungen (repoblación) in der Zeit des 10. und 11. Jahrhunderts wieder ausgeglichen werden konnten. Nach den wiederholten, aber nicht dauerhaften Vorstößen Almansors gegen Ende des 10. Jahrhunderts wurde klar, dass der Islam nicht mehr in der Lage war, den Norden Spaniens zu halten bzw. zurückzuerobern, und so begann man mit dem Bau von Kirchen. Zu den frühesten (erhaltenen) Bauten zählt die Kirche San Miguel in San Esteban de Gormaz, die von den meisten Forschern noch dem ausgehenden 11. oder frühen 12. Jahrhundert zugerechnet wird.

## Architektur

### Vorhalle

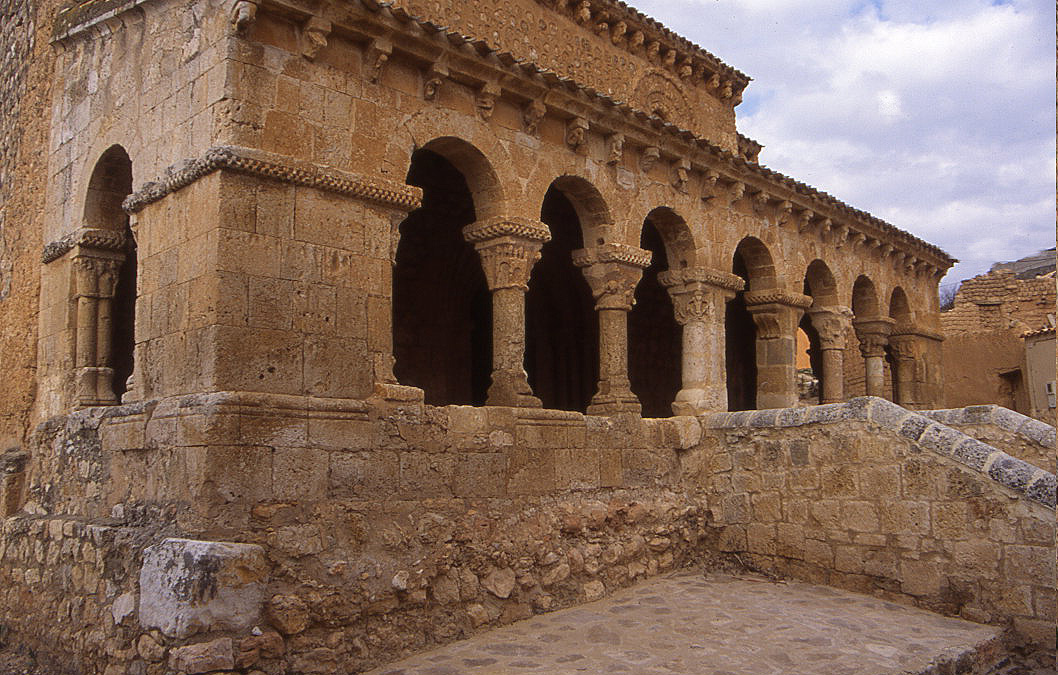
Südvorhalle

Die größtenteils aus Bruchsteinen errichtete Kirche steht erhöht auf einem Felsen in der Ortsmitte; sie ist nur über einen Treppenaufgang zugänglich. Dieser führt zum Südportal einer symmetrisch angelegten Vorhalle aus exakt behauenen Werksteinen mit weiteren Portaleingängen im Osten und im Westen. Vor allem die wenig elegant wirkenden mächtigen Säulen, die innerhalb des Portaleingangs noch durch Pfeiler gestützt werden, geben Anlass zu einer frühen Datierung. Die Kapitelle sind in einem schlechten Zustand; etwas besser haben sich die Konsolfiguren mit kleinen Szenen aus dem Leben von Mönchen und anderen Menschen erhalten. Über einer Figur eines lesenden Mönches befindet sich ein eingemeißeltes Datum, das von einigen als „1081“ interpretiert wird, von anderen aber als „1111“ gelesen wird.

### Kirche
Das Portal der Kirche besteht aus mehreren Archivoltenwülsten, die aber ansonsten schmucklos gestaltet sind. Das einzige Schiff der aus nur grob behauenen Steinen errichteten Kirche ist nicht gewölbt, sondern mit einem hölzernen Dachstuhl gedeckt; oberhalb der Vorhalle wird der Raum durch zwei kleine Fenster nur wenig belichtet. Ein großer Chorbogen, der auf zwei romanischen Kapitellen ruht, öffnet den Raum zur leicht erhöht liegenden Apsis mit einer feingearbeiteten Kalottenwölbung aus exakt behauenen Steinen. Das Innere der Kirche ist zu einem kleinen Museum umgestaltet worden und beherbergt u. a. eine spätromanische hölzerne Muttergottesstatue und ein mittelalterliches Taufbecken.

### Turm
Der auf einem quadratischen Grundriss erbaute Turm besteht in seinem unteren Teil aus exakt behauenen Steinen; der obere – aus Ziegelsteinen gemauerte – Teil schließt übergangslos, d. h. ohne zwischengeschaltetes Gesims an. Ganz oben sind die Glocken in weiten Schallöffnungen aufgehängt. In der Ostseite des Turms befindet sich ein Fenster, dessen Einzelformen deutlich entwickelter sind als beim Fenster der Apsis.

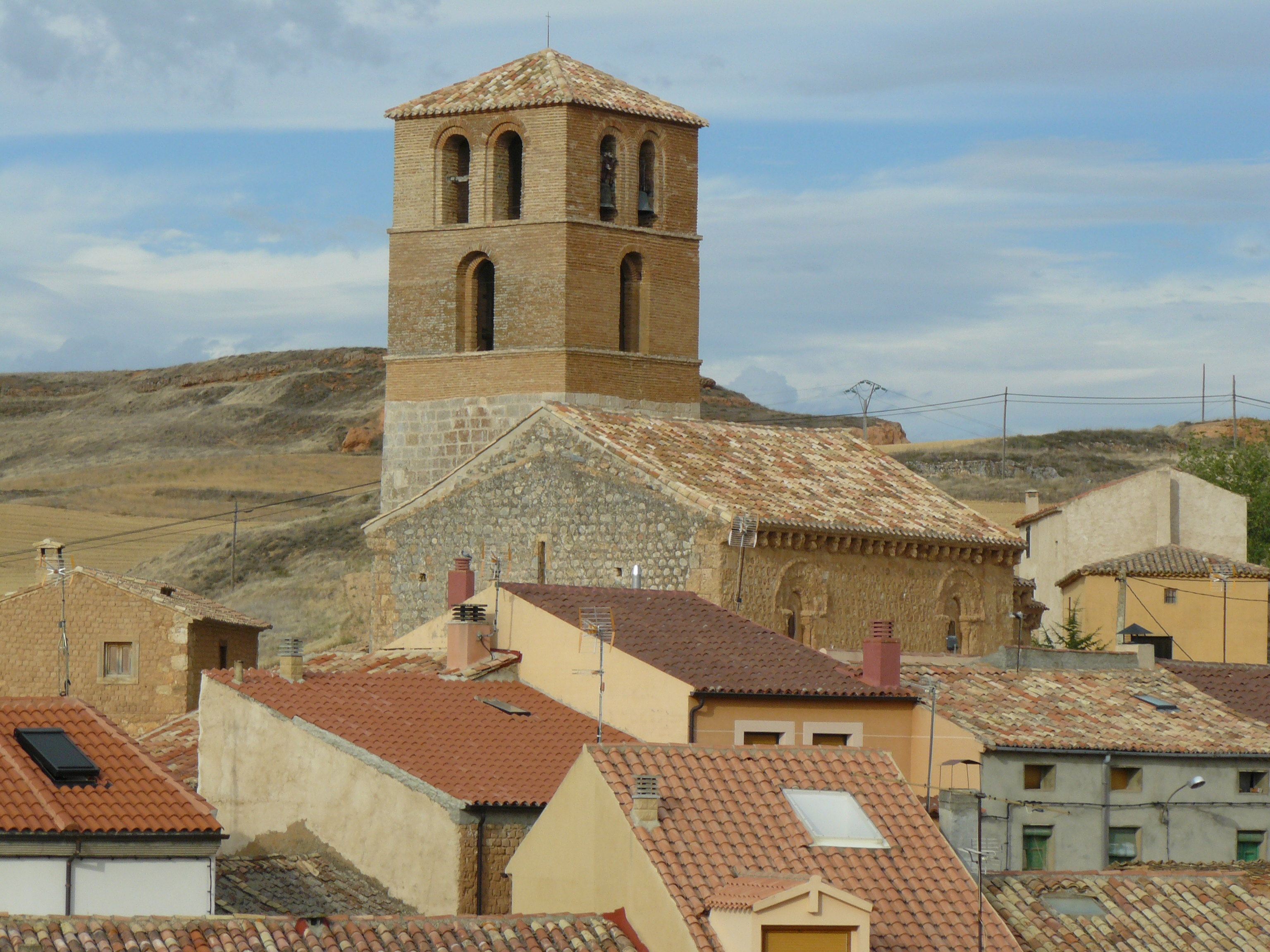
Kirche San Miguel
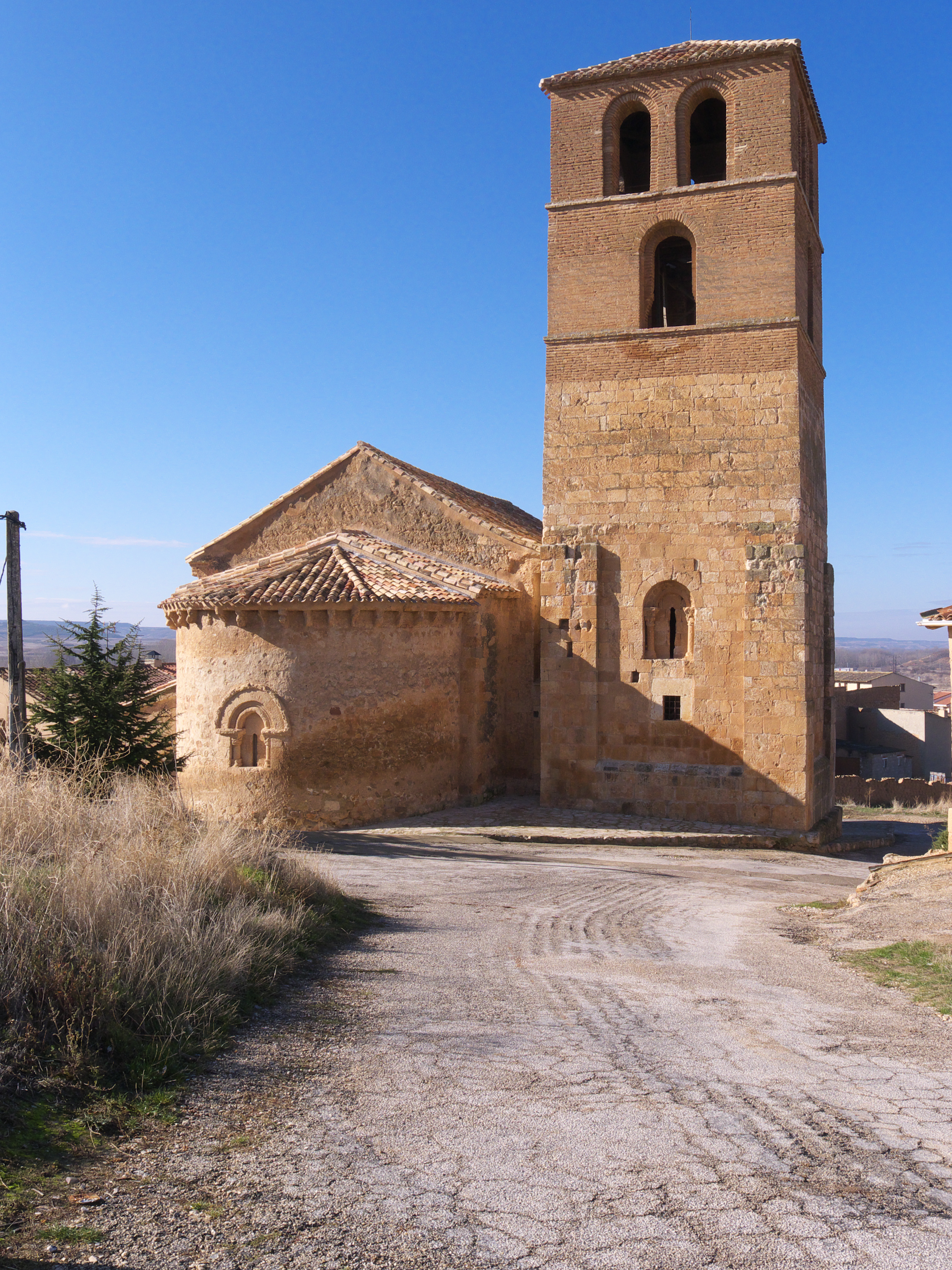
Kirche San Miguel – Apsis und Turm
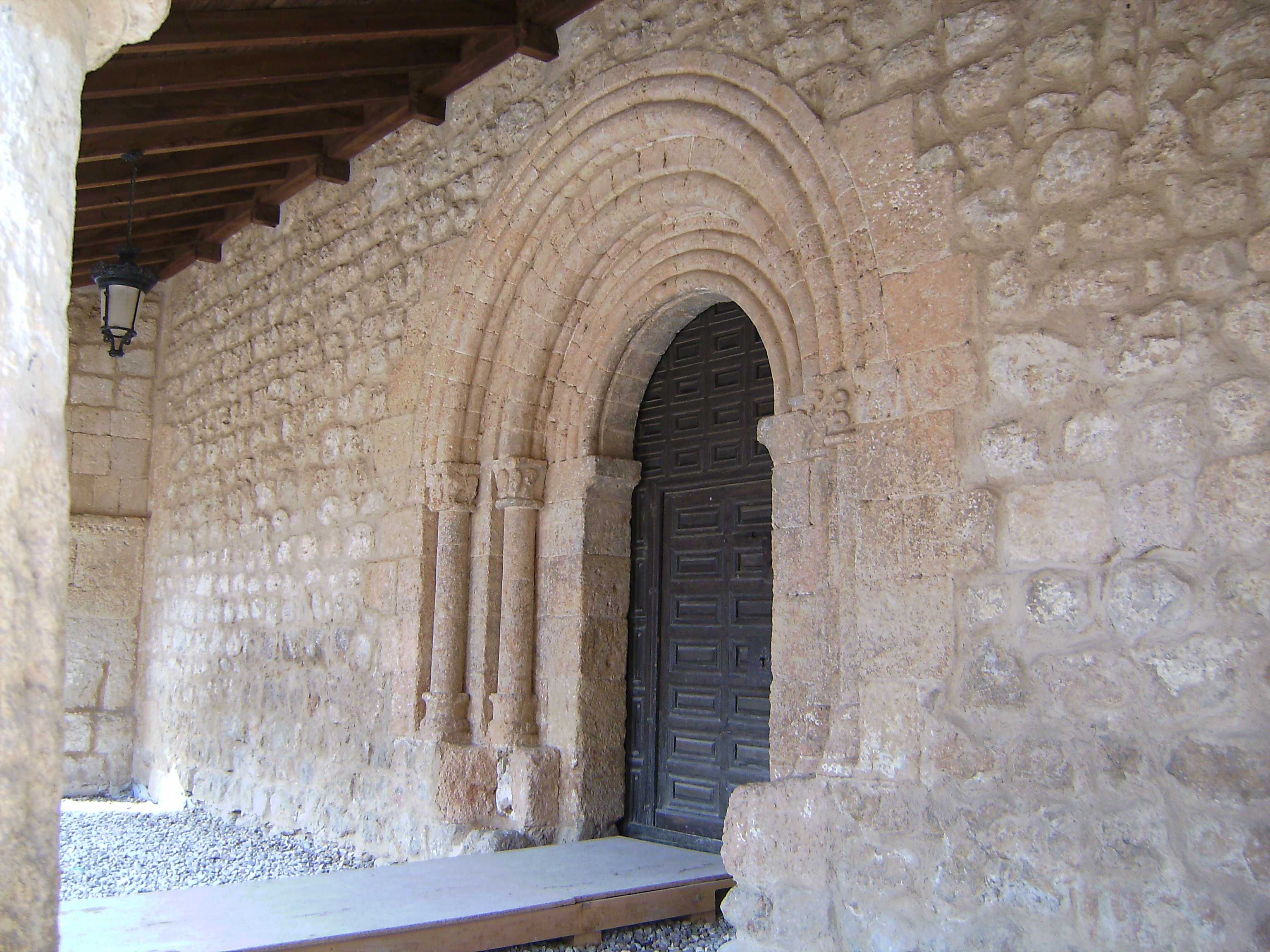
Kirchenportal
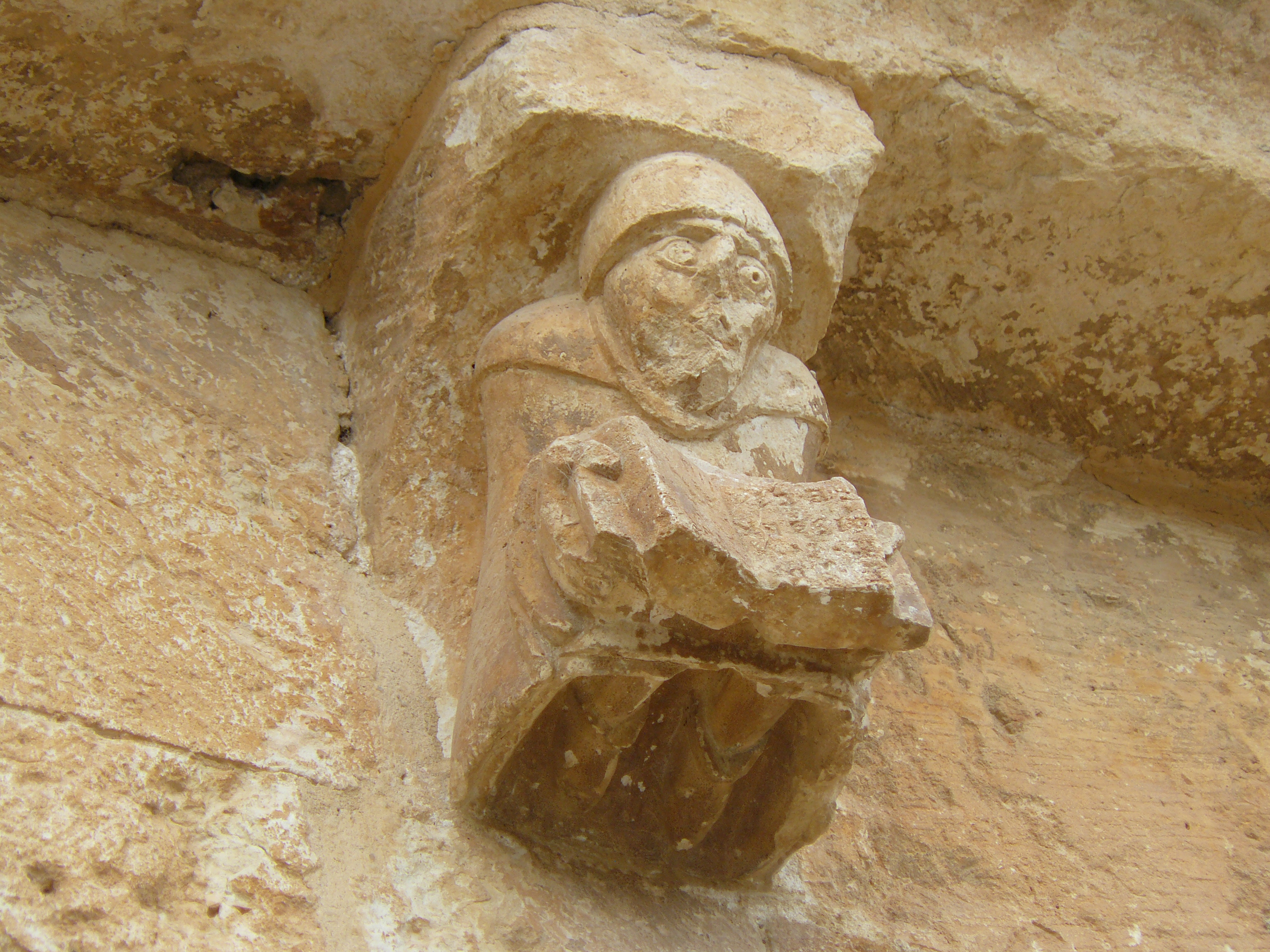
Lesender Mönch